# 푸른교실 (1987년 드라마)
《푸른교실》은 MBC에서 1987년 5월 18일부터 1988년 5월 4일까지 방영된 청소년 드라마이다. 1988년 5월 봄철 개편에 따라 후속작으로 《푸른계절》을 방영하였다.

## 등장 인물

### 주요 인물
- 엄효정
- 김혜선
- 박현숙 : 큰언니 경숙 역[2]
- 엄유신
- 이영후
- 강인덕 : 교사 역
- 정진
- 정호근

### 그 외
- 윤진영
- 김화경
- 이미나
- 강민경
- 유경아
- 이경심
- 조경진
- 이금화
- 김상태
- 조상문
- 문헌확
- 오영훈
- 윤영준
- 강영준
- 김재호
- 신철
- 이봉규
- 김용환
- 문종민
- 윤선민
- 강승우
- 김인수
- 김정국
- 정승규
- 나상배
- 장정연
- 주희
- 김미숙
- 이미남
- 서권순
- 최용팔
- 이연수
- 신성균
- 홍학표
- 황치훈
- 김진만
- 홍리나

## 에피소드 목록
제1화 내 이름은 쫑아
제2화 하늘나라 소년
제3화 엄마의 외출(전편)
제4화 엄마의 외출(후편)
제5화 쫑아 다시 태어나다
제6화 용돈
제7화 둥지속의 작은새(전편)
제8화 둥지속의 작은새(후편)
제9화 아름다운 착각
제10화 함께 부르는 노래
제11화 가슴앓이
제12화 여름여행
제13화 푸른여름
제14화 어둠 속의 목소리
제15화 영어선생님
제16화 다시 피는 꽃
제17화 빈자리
제18화 머물 순 없어
제19화 물푸레 선생님
제20화 가을사랑(전편)
제21화 가을사랑(후편)
제22화 사랑과 이별의 이야기(전편)
제23화 사랑과 이별의 이야기(후편)
제24화 제 둥지 속으로
제25화 가을사랑2
제26화 그대 고운 몸짓으로
제27화 그대 고운 날갯짓(전편)
제28화 그대 고운 날갯짓(후편)
제29화 둥지 속의 사랑
제30화 겨울의 노래
제31화 나이테 사랑
제32화 수요클럽
제33화 작은 날개
제34화 타임아웃
제35화 첫번째 위기
제36화 나는 왜 이럴까
제37화 사랑하기 때문에
제38화 꿈에
제39화 13일의 일요일
제40화 따뜻한 미소들
제41화 돌 던지기
제42화 생일선물
제43화 천사의 키스
제44화 (마지막회) 사랑의 둥지